# Varberg
Varberg una ciudad en la provincia de Halland, Suecia. Varberg y la provincia de Halland son conocidos por sus playas de arena típicas de la costa oeste. En Varberg, la costa varía desde extensas playas de arena hasta terrenos rocosos que se adentran en el archipiélago de Bohuslän. Varberg es un centro turístico de verano donde muchos habitantes de ciudades del interior pasan sus vacaciones.

## Historia
Alrededor de 1280, se erigió una fortaleza llamada Varberg (originariamente Wardbergh, "colina de vigilancia"). Esta construcción fue parte de una cadena de asentamientos militares a lo largo de la costa de lo que por aquel entonces era territorio danés. A mediados del siglo XIV, el antiguo asentamiento de Getakärr, a un kilómetro al norte de la fortaleza tomó Wardbergh como su nuevo nombre. La ciudad de movió 5 kilómetros al norte alrededor del año 1400. 
La ciudad fue destruida durante la Guerra de Kalmar (1611-1612) y se reconstruyó cerca de la fortaleza. En 1645, el control de Halland pasó de Dinamarca a Suecia en el Tratado de Brömsebrofor durante un periodo de 30 años. En esa época la ciudad contaba con alrededor de 600 habitantes. La transferencia de Dinamarca a Suecia se hizo permanente en 1658 con el Tratado de Roskilde. 
En 1863, la ciudad fue destruida por un gran incendio. Se volvió a reconstruir con edificios de piedra y ladrillo.
En 1890, la población superó los 4000 habitantes y durante el periodo de industrialización alcanzó los 8500 en 1930. 
La reforma del gobierno local de 1971 nombró a Varberg la capital del Municipio de Varberg, con una población de 56000 habitantes. Aunque muchos de los edificios fueron demolidos durante la década de los 70, la mayor parte del centro de la ciudad continua intacta.

## Geografía
Varberg está situada en un terreno de colinas y llanos con escasez de árboles y zonas verdes, mayormente rocosa y arenosa. El autor y obispo suecoEsaias Tegnér describió la ciudad en 1826 como el lugar menos atractivo de Suecia, una descripción que pasó a ser utilizada en campañas de marketing para la ciudad. Sin embargo, las playas de arena son muy populares en el verano. 
Otra característica importante de Varberg son sus alrededores naturales. Un viaje de 20 minutos en coche hacia el interior muestra un paisaje completamente distinto, con colinas, lagos y bosques que crean un gran contraste con las zonas más planas de la costa. 

### Clima
Varberg tiene un clima oceánico que, aunque se considera moderado para los estándares suecos, mantiene una variación estacional importante. Los veranos son, generalmente, más frescos que en las ciudades de Halmstad y Gotemburgo, con temperaturas moderadas por la circulación de aire marino. Sin embargo, algunos días de verano pueden ser muy calurosos y algunas noches de invierno provocan heladas. 

## Cultura

### Literatura
El escritor y poeta Carl Snoilsky pasó sus veranos de 1869, 1871 y 1874 en Varberg. En la ciudad formó su colección de poemas, Sonetter (1871). Durante su último verano en Varberg, Snoilsky escribió su poema Vågbrytaren, sobre la posición de Varberg al lado del mar y de la historia del a ciudad.
| ”                                   | Hafvet dönar, hafvet brusar, fradgan fräser upp med lust Mot de gråa jätteblocken utmed Varbergs stela kust. Men då dyning hinner hamnen, hejdar sig det salta svall, Långsträckt rullande tillbaka utför bottenmurad vall. | „ |
| — Carl Snoilsky, Vågbrytaren, 1874. | |   |

### Música
Varberg goza de un ambiente musical rico y de la ciudad han salido diversos artistas musicales, como Jessica Heribertsson, quién obtuvo el papel principal de Tracy Turnblad en el musical Hairspray en Estocolmo durante 2009 - 2010; Sara Löfgren, participante del Melodifestivalen 2004 con la canción Som stormen; Face-84, también participante en el Melodifestivalen en el año 2008. Otros músicos conectados con Varberg son Viking Dahl, Olof Gullberg, Nils Holmström, Eddie Meduza, Ray Næssén, Martin Svensson, Magnus Bunnskog y Torgny Söderberg.
Cada verano se organizan conciertos con artistas suecos conocidos en el restaurante Majas, al sur de Apelviken. Al norte de la ciudad, en Kärradal, se encuentra el restaurante Fridas Restaurang, donde también se organizan conciertos en verano. El Societetsrestaurangen ofrece diversos tipos de entretenimiento, desde dansband hasta música rock. 
Rockfesten es un festival que tiene lugar en Varberg durante el mes de julio. Los músicos participantes rinden tributo a algunos de los grupos de música más importantes de la historia. El evento se organizó por primera vez en 2009.

### Arte
En el puerto de Varberg se encuentra un almacén de ladrillo amarillo construido en 1874, y que ahora funciona como una sala de exposiciones con el nombre de Konsthallen/Hamnmagasinet. La sala muestra exposiciones de diversos artistas.
En el Länsmuseet Varberg, situado en el interior de la fortaleza, Varbergs fästning, se encuentra una colección de obras de arte creadas por artistas de la escuela de Varberg, como Karl Nordström y Nils Kreuger. Sin embargo, estas obras no pertenecen al museo.

### Teatro
Varbergs teater está situado en la calle Engelbrektsgatan y fue construido a finales de los 1800, un periodo de expansión de la ciudad, y es uno de los teatros mejor conservados en Suecia. 
Durante el verano, se organiza la commedia dell'arte por el grupo de teatro 1 2 3 Schtunk.

## Deporte

### Principales instalaciones deportivas
- Sparbankshallen
- Påskbergsvallen
- Sparbanken Wictory Center

### Clubes deportivos
- Bádminton
  - Varbergs Badmintonklubb
- Básquet
  - Varbergs Basket
- Tenis de mesa
  - Varbergs BTK
- Bowling
  - BS Bockarna
  - BK Trippel
  - BK Monark
  - Cobra BT
  - BK Veteranerna
- Boxeo
  - Varbergs Boxningsklubb
- Lucha
  - Varbergs BoIS Brottning
- Fútbol
  - IFK Varberg
  - Varbergs BoIS FC
  - Varbergs GIF Fotboll
  - Trönninge BK
  - Lilla Träslövs FF
- Atletismo
  - Varbergs GIF Friidrott
- Balonmano
  - HK Varberg
- Patinaje
  - Varbergs Rullskridskoklubb
  - Varberg Inline HC
- Floorball
  - Capricorn IC
  - Warberg IBF
  - Warbergs IC 85
- Hockey hielo
  - Varberg Vipers
- Piragüismo
  - KK Bris
- Artes marciales
  - MMA Varberg
  - Varbergs judoklubb
  - Varbergs Muay Thai
- Salvamento
  - Varbergs Livräddningssällskap
- Ciclismo de montaña
  - Varbergs MTB
- Vela
  - Varbergs Segelsällskap
- Natación
  - Varberg-Falkenberg Sim

## Sitios para visitar
- Fuerte de Varberg construido en 1280.

- Estación de radiotelegrafía de Varberg, centro de telecomunicaciones construido en Grimeton y Patrimonio de la Humanidad en Suecia desde el 2 de julio de 2004.
- Playa de Apelvik.
- Museo cultural histórico de Halland, donde se encuentra el Hombre de Bocksten.
- Balneario de agua fría de Varberg, Varbergs Kallbadhus.
- Strandpromenaden, Varberg. Paseo marítimo.

- Datos: Q21168
- Multimedia: Varberg / Q21168